# Staatsschutzkammer
Die Staatsschutzkammer ist ein Spruchkörper im deutschen Strafgerichtsverfassungsrecht. Sie ist in     § 74a GVG geregelt und wird bei dem Landgericht gebildet, in dessen Bezirk das zuständige Oberlandesgericht seinen Sitz hat.
Die Angelegenheiten, für welche die Zuständigkeit der Staatsschutzkammer besteht (Staatsschutzsachen), sind in § 74a GVG abschließend aufgezählt. Nicht in Betracht kommt die Zuständigkeit der Staatsschutzkammer, wenn die erstinstanzliche Zuständigkeit des Oberlandesgerichts begründet ist.
Für die Staatsschutzkammer gilt, ebenso wie für das Schwurgericht und die Wirtschaftsstrafkammer, der Konzentrationsgrundsatz, das heißt, alle Staatsschutzsachen müssen bei einer einzigen Staatsschutzkammer angesiedelt sein.